# О делах в Херсонесе
«О делах в Херсонесе» (др.-греч. περὶ τῶν ἐν Χερρονήσῳ) — речь древнегреческого оратора Демосфена, сохранившаяся в составе «демосфеновского корпуса» под номером VIII. Была произнесена в афинском Народном собрании в марте 341 года до н. э.

## Контекст и содержание
Филократов мир 346 года до н. э. закрепил за Афинами права на весь Херсонес Фракийский за исключением города Кардия. Однако этот полуостров, занимавший важное стратегическое положение на пути из Европы в Азию и из Средиземного моря в Чёрное, интересовал царя Македонии Филиппа II. Чтобы укрепить свои позиции, в 343 году до н. э. афиняне отправили туда отряд клерухов во главе с Диопифом. Кардия попросила помощи у Филиппа, Диопиф начал войну против неё, а после вмешательства македонян вторгся и на их территорию. Послы царя, прибывшие в Афины в марте 341 года до н. э., обвинили Диопифа в нарушении мира. Зазвучали голоса о необходимости отозвать клерухов; тогда Демосфен и произнёс свою речь.
Оратор говорит о том, что истинный виновник войны — Филипп. Афины не могут вступать с ним в открытое противостояние, но должны всеми силами поддерживать Диопифа. Судя по последующим событиям, Народное собрание прислушалось к Демосфену.